# Svenska sigiller från medeltiden
Svenska sigiller från medeltiden är en förteckning med avbildade teckningar av svenska sigill från medeltiden. Den är författad av Bror Emil Hildebrand och gavs ut 1862–1867.

## Historia och omfattning

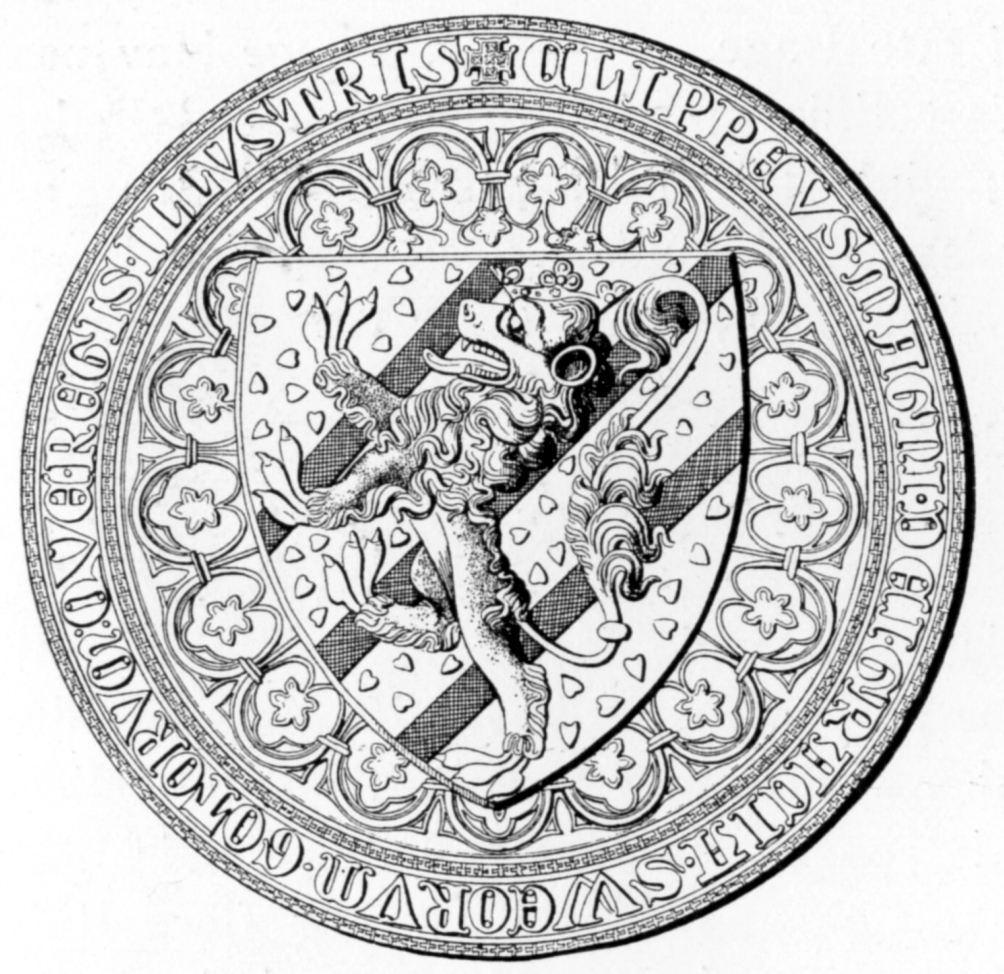
Kung Magnus Erikssons sigill avbildat i Svenska sigiller från medeltiden.

Bror Emil Hildebrand utförde detta arbete som komplement till Svenskt Diplomatariums huvudkartotek över medeltidsbreven förvarade i Svenska Riksarkivet. De utgavs Kungliga Vitterhets Historie och Antikvitets Akademiens förlag och trycktes i flera band mellan 1862 och 1867 av P. A. Norstedt & Söner.
Banden omfattar svenska andliga och världsliga ledares sigill med omsorgsfullt detaljerade teckningar enligt den tidskronologi som de förekommer i medeltidsbreven.
De utgivna häftena indelades av Hildebrand i tre huvudklasser eller serier:
1. Den första serien omfattar kungliga och furstliga personer
2. Den andra serien omfattar andliga personer och myndigheter
  1. Ärkebiskopar och biskopar (personliga och ämbetssigill)
  2. Kapitel vid domkyrkorna
  3. Klosterföreståndare och klosterkonvent
  4. Enskilda präster och klosterbröder
3. Den tredje serien omfattar frälsemän med flera icke andliga enskilda personer och myndigheter.
  1. Frälsemän och andra förnämliga män
  2. Kvinnor som inte tillhör första eller andra seriens underavdelningar
  3. Offentliga myndigheter som städer, landskaps och sockenmenigheter, gillen m.m.
  4. Enskilda personer av borgarståndet som inte tillhör första underavdelningen

Häftet avslutas med ett register över nämnda personer, samt en indelning i vapenmärken efter typ.

## Den tredje serien
Den tredje serien omfattar frälsemän med flera icke andliga enskilda personer och myndigheter. Nummer 3 t.o.m. nummer 6 är från medeltidsbrev angående den minderårige kung Erik Erikssons råd, som inrättades för den omyndige kungen, där sigillanterna i tur och ordning är .

1. 1219: två bröder; Sigtrygg Bengtsson (Boberg) och
2. Lars Bengtsson (Boberg), från den östgötska frälseätten Boberg, vars sigill avbildar en lilja mellan två hjorthorn, och eftersom de skiljer sig något i utförande, var de förmodligen inte tillverkade vid samma tidpunkt.[1]
3. 1222–1230: Stallaren Brynulf Mus, vapnet visar en mus på ett bord.
4. Eskil Magnusson, lagman i Västergötland (Bjälboätten).
5. Knut Holmgersson, senare kung, sigillet visar honom ridande till häst.
6. en oidentifierad medlem av Bjälboätten?, [2] ett gående lejon, på fältet en ringlad orm och en sexuddig stjerna. Hildebrand gissar på kung Eriks släkting och råd, Knut Kristinesson.
7. riddaren Joar Johansson (ibland påstått identisk med riddaren Joar Blå), möjligen fläkt örn försedd med ovanför vingarna uppskjutande framben, varför den ibland förväxlats med en heraldisk så kallad lejonörn.
8. 1225: Gustaf, lagman i Västergötland, sigillet visar inget vapen, utan en stående man i fotsid dräkt och kappa.
9. 1231–1240: Folke (lejon och lilja), också lagman i Västergötland, som för ett komplicerat vapen, kluvet genom en så kallad liljestav, där liljan ses överst, med en lång stjälk eller stav, som når sköldens botten, vilken på heraldiskt höger sida utvecklar sig till ett halvt lejon i profil, medan det vänstra fältet fylls med tre utskjutande skott från liljans stjälk.
10. 1237: sigillet avbildar en drakfågel inne i en åttauddig stjärna, och Hildebrand gissar att det visar Helena Sverkersdotters vapen.
11. 1238: Birger Magnusson (Birger jarl), kung Erik Erikssons svåger, och senare dess jarl. Ett upprest lejon över tre snedbjälkar.
12. 1241: Magnus Johansson, en stående fågel i en åttauddig stjärna, lagd på tre snedbjälkar.
13. 1240 eller 1250: Filip Petersson (bror till Lars Petersson nedan), utan vapensköld. En man i ringbrynja med sköld, och i högra handen lyftat svärd, sitter på en galopperande häst.
14. Lars Petersson, lagman i Östergötland och bror till Filip Petersson ovan. Förde en snedbjälke, däröver ett kors.
15. Anund Björnsson, inskriften borta, men sigillet är en vingad lilja (sannolikt Harald Gudmundssons ätt där namnet Anund förekommer?).
16. 1251: (förfalskning?) Johan Ylisson.. av inskriften syns blott O. (möjligen Lämaättens stamfar Johan, som var död 1273?) fyrdelad sköld; i andra och tredje fältet stengavlar (ätten Läma). Hildebrand tror att det är en förfalskning, och att brev och sigill är yngre än 1251.
17. 1253: Svantepolk Knutsson, riddare, lagman i Östergötland. Skölden delad, den övre med ett gående lejon, den undre beströdd med hjärtan.
18. Peter (Näf), , lagman i Västergötland, ett åt vänster gående lejon, på fältet ett kors (över huvudet på lejonet).
19. 1254: Bengt Luciesson, två band av dubbla strängar, bildande två snedbjälkar. Lagman i Västergötland?.
20. 1257: Lars Johansson Ängel. En stående ängel med korsspira.
21. Johan Johansson Ängel, (bror till Lars) en stående ängel med liljespira och bok.
22. Magnus Johansson Ängel, (bror till Lars och Johan), kungligt råd, en ängel med korsspira, högra handen upplyftad, höjande sig ur molnen ur en halvmåne.
23. Bengt Kristinesson, lilja mellan två hjorthorn.
24. Magnus Kristinesson, lilja mellan två hjorthorn.
25. 1260–1270-talet: Karl Ingeborgasson, lagman i Värend, skölden kluven, till höger ett upprest lejon, till vänster tre snedbjälkar.
26. 1260: Algot Brynolfsson, Lagman i Västergötland en fyrbladig ros på en fyrstyckad sköld. Mannens sigill är inte utsatt i brevet, men hans sigill åberopas av hustrun Margareta Petersdotter. Lagman Algots senare sigill, se nummer 75.
27. 1268: Magnus Johansson Ängel, en ängel med liljespira över en sjuuddig stjärna. Hans äldre sigill, se nummer 22.
28. 1269: Magnus Bengtsson, lagman i Östergötland, ett upprest lejon över tre snedbjälkar.
29. Obestämt, av texten ses bara VM.....I, ett upprest lejon, hållande i en lilja i den delad sköld.
30. 1270: Gustav Arnvidsson, inskriften borta, skölden kluven, till höger en vinge, till vänster en halv stjärna.
31. Harald Gudmundsson (vingad lilja), av inskriften återstår bara början SIG... en vingad lilja.
32. Gregers Birgersson, två snedbjälkar belagda med rosor (sigillet  har på planchen blivit felaktigt framställt med bara en snedbjälke).
33. 1274: Karl Tjälfvesson av Fånö, ett dubbelkors mellan en halvmåne och ett hjorthorn. Hans son Peter Karlsson av Fånö för samma vapen, men med måne och horn ombytta, se nr 52.
34. 1275: Filip Törnesson, lagman i Närke, ett hjorthorn.
35. 1270-talet: Folke Karlsson, lagman i Värend, en uppvänd vinge (vanligen kallad pukehorn).